# Joy Beuneová
Joy Beuneová (* 28. dubna 1999 Borne) je nizozemská rychlobruslařka.
V juniorském Světovém poháru debutovala v roce 2016, v roce 2018 vyhrála víceboj na juniorském světovém šampionátu. Od roku 2018 startuje ve Světovém poháru. Na Mistrovství světa na jednotlivých tratích 2019 získala ve stíhacím závodě družstev stříbrnou medaili.